# María Guadalupe Cuenca
María Guadalupe Cuenca de Moreno (Chuquisaca, 1790 – Buenos Aires, 1 de setembre de 1854) va ser una escriptora argentina d'origen bolivià del segle xix.
María Guadalupe Cuenca va néixer a Chuquisaca, Bolívia, el 1790. Després de la mort del seu pare, va passar la seva infantesa en un convent de la seva ciutat natal. El 20 de maig de 1804 es va casar amb Mariano Moreno, que va conèixer mentre ell estudiava dret a Bolívia. Després que la parella tingués un fill, es van traslladar al carrer de la Pietat de Buenos Aires, Argentina. Pocs dies després que Moreno marxés a Anglaterra, Cuenca va rebre una caixa que contenia un parell de guants negres, un ventall negre i un vel de dol. Però mai no se la van informar que Moreno havia mort en alta mar. Mentre esperava les notícies del seu marit, ella li va escriure deu cartes d’amor que li van retornar sense obrir. Més tard, Enrique Williams Álzaga les va recopilar en un llibre titulat Cartas que nunca llegaron. Després de la mort del seu marit, Cuenca va criar el seu fill sola. Pobra, va demanar una pensió al primer Triumvirat que va acordar donar-li una pensió de 30 pesos. Va morir a Buenos Aires l'1 de setembre de 1854.